# なりそこない英雄譚〜太陽と月の物語〜
『なりそこない英雄譚〜太陽と月の物語〜』（なりそこないえいゆうたん たいようとつきのものがたり）は、2009年7月23日にアイレムソフトウェアエンジニアリングから発売されたPlayStation Portable用ソフト。

## 概要
ストーリー途中での加入も含む10人の仲間の中からリーダーを選び、協力しながら冒険を進めていくRPG。仲間たちとの信頼関係が重要で、それにより戦闘画面上に流れる「心の声」によって全体の戦力に大きな影響を与える。
主人公はデニッシュとコルネのどちらか選択可能でそれぞれの視点で始まる。

## ストーリー
世界樹によって太陽と月と大地が支えられ、動植物や人間・魔物の区別なく恵みが与えられる世界「クラウグラウン」。冒険者である主人公は、樹の神殿の巫女フォリアより世界樹の祠に祀られている神具「太陽の剣」を取ってきて欲しいと依頼される。
しかし、錆びてしまっていた剣は折れてしまい、ついに世界樹の崩壊が始まってしまった。崩壊が進みゆく世界で、新たなる世界樹を芽吹かせるべく、「無垢なる世界樹の実」を探す旅が始まる。
旅も終盤に向かう中、「世界樹の崩壊を望む悪意を感じる」と衝撃的な事実を伝えられた仲間達。果たして、世界を救う事ができるのか。

## 登場人物
デニッシュ
声 - 皆川純子

コルネ
声 - 亜城めぐ

ピーター
声 - 坂戸こまつな

プディング
声 - あおきさやか

ロール
声 - たかはし智秋

クロック
声 - 緑川光

ブレッド
声 - 小田久史

パニーニ
声 - 立野香菜子

サヴァラン
声 - 田中繭子

マフィン
声 - 川原慶久

フォリア
声 - 能登麻美子

種の精
声 - 大谷育江

グラハム
声 - 成田剣

ゼルフ
声 - 浜添伸也

ティリス
声 - 山川琴美

カミラ
声 - 笠原あきら

カナ
声 - 前田ゆきえ

ナーシャ
声 - 山本小百合

ジョキア
声 - 麻生智久

ホルト
声 - 緒方賢一

アラネイ
声 - 山本兼平

レンブル
声 - 熊谷勇希

シュナイダー
声 - 岩渕貴志

## 主題歌
「ヴォイス」
作詞 - 斉藤芽衣子 / 作曲 - cruz / 歌 - 鎌田純子

## 漫画版
『電撃「マ）王』にて2009年7月号から9月号まで連載された。作画はあやめぐむ。